# Signalgenerator

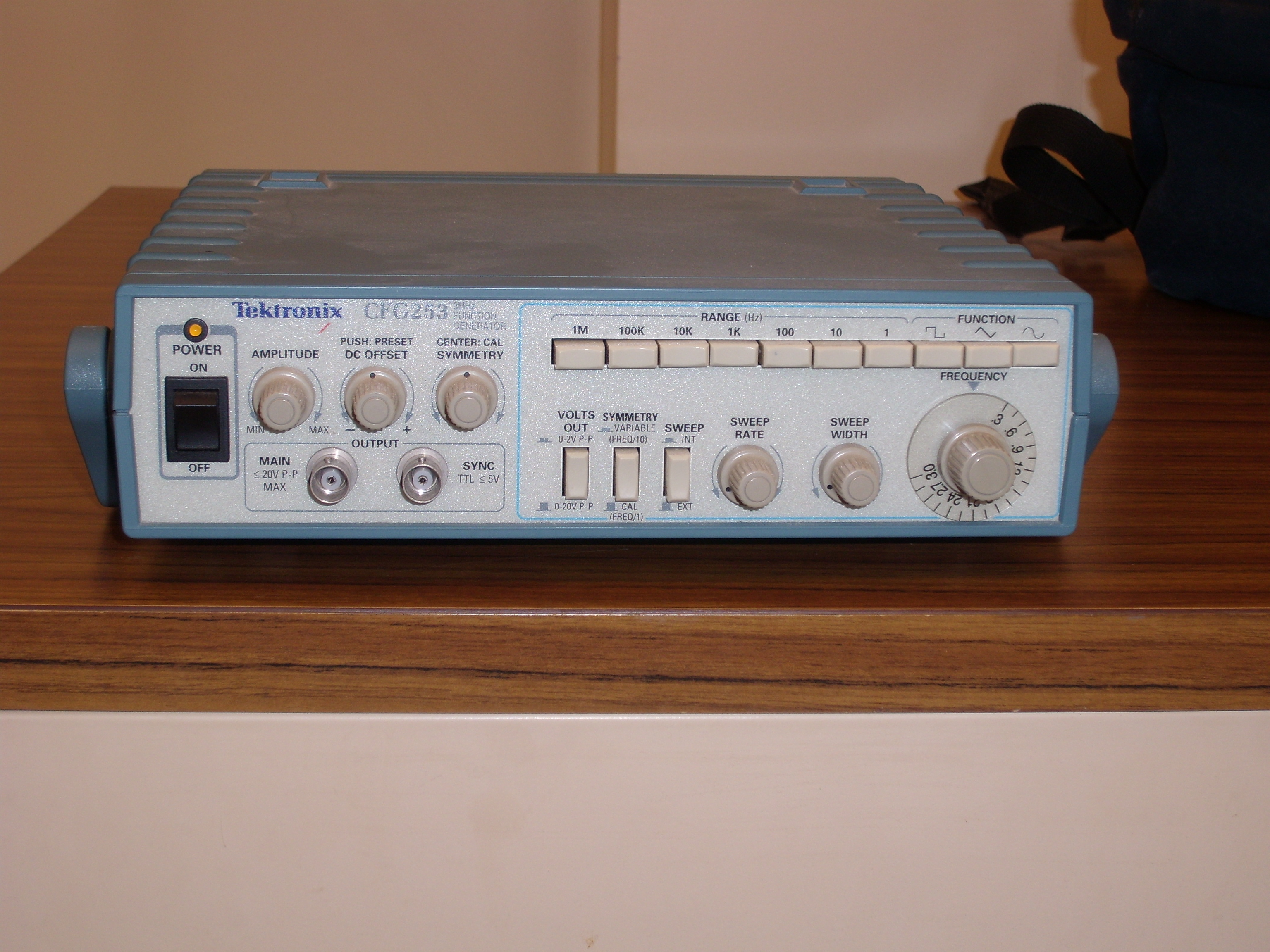
Funktionsgenerator

Signalgenerator är ett elektroniskt instrument som används för att generera signaler.
En vanlig typ av analog signalgenerator, även kallad funktionsgenerator, arbetar från kanske några hertz upp till MHz (Megahertz, miljoner hertz). Vågformen kan ställas in på instrumentet och kan vara sinus-, fyrkant- eller sågtandsformad. Amplituden (styrkan) ställs in med antingen med en vridpotentiometer eller digitalt. Frekvensen ställs även den in med en vridpotentiometer eller digitalt.
I många sammanhang börjar de analoga signalgeneratorerna ersättas av arbitrary(AWG) generatorer som i princip spelar upp en inspelad fil och använder sig oftast av DDS (Direct Digital Synthesizer) för att kunna justera frekvensen i små steg och med hög noggrannhet.
Tv-tekniker använder speciella signalgeneratorer som skickar ut förprogrammerade signaler för att man ska kunna ställa in TV:n rätt.
Datortekniker använder signalgeneratorer som skickar iväg digital information och på så sätt kan datorer, nätverk och annan utrustning undersökas.
När man använder benämningen signalgenerator så avser man vanligen en högfrekvensgenerator som genererar frekvenser från 100 kHz upp till flera GHz, dvs radiofrekvensområdet. En sådan generator har i regel möjlighet att amplitud- eller frekvensmodulera signalen från inbyggd tongenerator eller yttre signalkälla. Användningsområden är service och intrimning av radiomottagare m.m.
Tongenerator eller audio frequency generator är benämningen på lågfrekvensgeneratorer inom området några Hz upp till någon MHz. Vågform vanligen sinus och fyrkant. Användningsområden är service och intrimning av ljudutrustning.
Det finns många andra typer av signalgeneratorer.